# Distribuzione limitata
Una distribuzione limitata è un tipo di distribuzione cinematografica che indica un film che viene distribuito in pochi cinema di uno Stato per motivi commerciali o a causa del suo basso valore e la cui proiezione è destinata a un pubblico non di massa.
Una versione limitata è solitamente un film indipendente o un documentario, e le sale scelte per questo tipo di proiezione sono note come cinema d'essai.
Una pratica molto in voga tra gli studi cinematografici statunitensi, è quella di distribuire, in versione limitata, un film molto atteso, nel periodo natalizio, in città come New York e Los Angeles, al fine di beneficiare della sua candidatura ai premi Oscar. Dopo l'acclamazione del pubblico e della critica, all'uscita iniziale segue, alcuni mesi dopo, una distribuzione più estesa.